# شان تریسی (سیاستمدار)
شان تریسی (انگلیسی: Seán Treacy; زاده ۲۲ سپتامبر ۱۹۲۳ – درگذشته ۲۳ مارس ۲۰۱۸) سیاستمدار اهل جمهوری ایرلند بود.
شان تریسی در ۲۳ مارس ۲۰۱۸، در سن ۹۴ سالگی درگذشت.